# Valentina Zambra
Valentina Zambra (Trento, 14 giugno 1897 – Trento, 12 novembre 1984) è stata una medica e chirurga italiana.

## Biografia
Prima donna ammessa (sia pure come auditrice) al Liceo Ginnasio di Trento, in cui era docente di lingue classiche il padre Valentino Zambra, dopo lo scoppio della guerra Valentina si trasferisce con la famiglia a Innsbruck, dove ottiene il diploma di maturità nel ginnasio femminile locale. Sempre nella città austriaca, Zambra si iscrive a medicina e ha modo di fare le prime esperienze pratiche negli ospedali austriaci, dove l'esercito l'aveva inviata per sopperire alla mancanza di personale; una volta tornata la pace, la donna decide di proseguire gli studi a Padova, dove si laurea in medicina e chirurgia. 
Valentina si perfeziona ulteriormente a Genova e a Pavia: nella città ligure, in cui risiede dal 1923 al 1925, lavorando principalmente all'interno della clinica universitaria, ottiene il titolo di medico scolastico e di ufficiale sanitario; nella città lombarda si specializza, nel 1934, in pediatria. Accanto alla formazione teorica, Zambra lavorò contemporaneamente anche a contatto con i pazienti: se già a Genova aveva prestato servizio negli ambulatori profilattici infantili locali per l'assistenza contro la tubercolosi (mentre frequentava un corso di ostetricia d'urgenza), dal 1925 operò come libera professionista nelle scuole rurali, materne, consultori e ambulatori pediatrici del Trentino e dell'Alto Adige; questa sua pluriennale esperienza le garantì il posto, mantenuto fino al 1968 di medico dirigente dei consultori pediatrici ONMI (Opera nazionale maternità e infanzia) della provincia di Trento. Anche dopo il pensionamento, la donna continuò a lavorare: fu solo la morte, sopraggiunta il 12 novembre 1984 (lo stesso giorno della sorella Gemma) a causa di un ictus cerebrale che l'aveva colpita circa un mese prima e immobilizzata nel suo lettino dell'Ospedale Santa Chiara di Trento, che si concluse la sua attività.
Valentina Zambra si distinse, in vita, per la comprensione e la premura con cui sempre si fece carico dei propri pazienti, a dispetto dell'immagine burbera che di lei ci si era fatta in città: nel caso in cui tra i suoi clienti vi fossero delle persone in grave stato d'indigenza, infatti, non solo ella si premurava di visitarle gratis, ma provvedeva spesso a fornire loro medicine e aiuti economici di diverso tipo, ricoprendo inoltre per le mamme, più che un ruolo istituzionale, un ruolo educativo, insistendo su temi quali le cure preventive, l'igiene o l'alimentazione sana.

## Riconoscimenti
- Drappo di San Vigilio
- Valentina Zambra è dedicataria di una strada a Trento